# Herbert Barrett
Herbert Roper-Barrett (24 novembre 1873 – 27 luglio 1943) è stato un tennista britannico.

## Palmarès

### Olimpiadi
- Oro a Londra 1908 nel doppio maschile indoor
- Argento a Stoccolma 1912 nel doppio misto indoor